# Como 1907
A Como 1907 egy olasz labdarúgócsapat Comóból. A klubot eredetileg 1907-ben alapították, majd 2005-ben és 2017-ben is újraalapították. A csapat stadionja a Giuseppe Sinigaglia Stadion, amely 13 602 fő befogadására alkalmas.

## Története
A Calcio Como 1949-ben jutott fel az olasz élvonalba. Négy éven át szerepeltek itt, majd a kiesést követő időszakban a másod- és harmadosztály között ingáztak. Az 1970-es években újra jobb eredményeket ért el a csapat, az Alessandro Scanziani vezette csapat 1975-ben feljutott a Seria A-ba, igaz, egy szezont követően kiestek. 1978-ban a harmadosztályba estek vissza, majd sikerült a csapatot újjáépíteni, és a Pietro Vierchowod nevével fémjelzett csapat 1980-82 között két évet újra az élvonalban töltött.
A Como 1984-ben még visszajutott a Seria A-ba, majd ezt követően öt évig szerepelt a legmagasabb osztályban. Az 1990-es évek nagy részét a harmadik vonalban töltötte a klub, ekkor olyan játékosok fordultak meg a csapatban, mint a későbbi Chelsea kapus, Carlo Cudicini.
2004-ben a pénzügyi nehézségek miatt a klub csődöt jelentett. Mivel egy befektető-jelölttel sem sikerült megállapodniuk, az Olasz labdarúgó-szövetség szabályai szerint az új alapokra helyezett gazdasági társaságként működő klubnak a legalsóbb profi osztályból kellett újrakezdenie az építkezést. A Calcio Como csapatát felszámolták a 2005-06 idény előtt. 2008-ban megnyerték a Seria D küzdelmeit és a harmadosztályban folytatták.
A 2016-17-es szezonban újabb gazdasági problémák merültek fel, végül a ghánai labdarúgó, Michael Essien felesége, Akosua Puni Essien vásárolta fel a csapatot és így ő lett az első női klubtulajdonos az olasz labdarúgásban. Az Olasz labdarúgó-szövetség ennek ellenére elutasította a klub szereplését a harmadosztályban, mondván, hogy a liga szabályainak több pontjának nem felel meg az együttes. A 2017-18-as idényt így a negyedosztályban kezdték, immár Como 1907 néven. A 2024-25-ös szezonban már az élvonal tagja.

## Játékos keret
2017. szeptember 25.
| # |     | Poszt | Név                                       |
| - | --- | ----- | ----------------------------------------- |
|   | ITA | K     | Matteo Cesaroni                           |
|   | ITA | K     | Alessandro Gozzi                          |
|   | ITA | K     | Davide Grossi                             |
|   | ITA | K     | Matteo Kucich                             |
|   | ITA | V     | Christian Anelli                          |
|   | ITA | V     | Dario Bova                                |
|   | ITA | V     | Roberto Di Jenno (kölcsönben a Torinotól) |
|   | ITA | V     | Ciro Loreto                               |
|   | ITA | V     | Michael Maiello                           |
|   | ITA | V     | Alessandro Manti                          |
|   | ITA | V     | Simone Morelli                            |
|   | ITA | V     | Davide Sentinelli                         |
|   | ITA | V     | Francesco Tosoni                          |
|   | ITA | KP    | Nicola Bartoli                            |
|   | ITA | KP    | Stefano Bonaiti                           |

| # |     | Poszt | Név                                         |
| - | --- | ----- | ------------------------------------------- |
|   | ITA | KP    | Edoardo Bovolon (kölcsönben az Udinese-től) |
|   | ITA | KP    | Manuel Cicconi                              |
|   | ITA | KP    | Pietro Fusi                                 |
|   | ITA | KP    | Daniel Gemignani                            |
|   | ITA | KP    | Federico Gentile                            |
|   | ITA | KP    | Fabio Manfré                                |
|   | ITA | KP    | Pietro Valsecchi                            |
|   | SVN | KP    | Sandro Zukic                                |
|   | ITA | CS    | Daniela Bradaschia                          |
|   | SEN | CS    | Ameth Fall                                  |
|   | ITA | CS    | Francesco Gobbi                             |
|   | ITA | CS    | Matteo Guazzo                               |
|   | ITA | CS    | Daniela Molino                              |
|   | ITA | CS    | Nicola Petrilli                             |

## Korábbi jelentős játékosok
| - Migjen Basha - Abd el-Káder Gezál - Claudio Borghi - Joshua Brillante (Olimpiai) - Dieter Mirnegg - Luis Oliveira - Dirceu - Milton (olimpiai) - Vedin Musić - Doris Fuakumputu - Saša Bjelanović - Stjepan Tomas - Simon Barjie | - Hansi Müller - Giuseppe Baldini - Adolfo Baloncieri - Nicolò Barella (U19) - Stefano Borgonovo - Marco Cassetti - Luigi Cevenini - Luca Fusi - Roberto Galia - Moreno Mannini - Gianfranco Matteoli - Luigi Meroni - Marco Parolo | - Matteo Pessina (U19) - Tommaso Rocchi - Paolo Rossi - Marco Simone - Simone Scuffet (U21) - Marco Tardelli - Pietro Vierchowod - Gianluca Zambrotta - Stephen Makinwa - Marek Čech - Dan Corneliusson - Nelson Abeijón - Daniel Fonseca |